# آدریان تورس
آدریان تورس (انگلیسی: Adrián Torres؛ زادهٔ ۳۱ اکتبر ۱۹۸۹) بازیکن فوتبال اهل آرژانتین است.
از باشگاه‌هایی که در آن بازی کرده‌است می‌توان به باشگاه فوتبال ولز سارسفیلد اشاره کرد.